# Kampen (Sylt)
Kampen (Sylt) (nordfriesisch Kaamp (Söl), dänisch Kampen (Sild)) ist eine Gemeinde im Kreis Nordfriesland in Schleswig-Holstein.

## Geographie

### Geographische Lage
Das Gemeindegebiet von Kampen (Sylt) erstreckt sich auf der bezeichneten Insel Sylt über die gesamte Breite des Inselkörpers nördlich angrenzend von Wenningstedt-Braderup (Sylt). Es wird naturräumlich dem Landschaftsraum Nordfriesische Geestinseln zugerechnet, einem Teilraum der Schleswig-Holsteinische Marschen und Nordseeinseln (Haupteinheit Nr. 68).

### Ortsteile
Siedlungsstrukturell umfasst die Inselgemeinde Kampen drei Wohnplätze. Es sind die Siedlung des Leuchtturms Rotes Kliff, das Jugendheim Vogelkoje sowie das namenstiftende Seebad Kampen.

## Geschichte

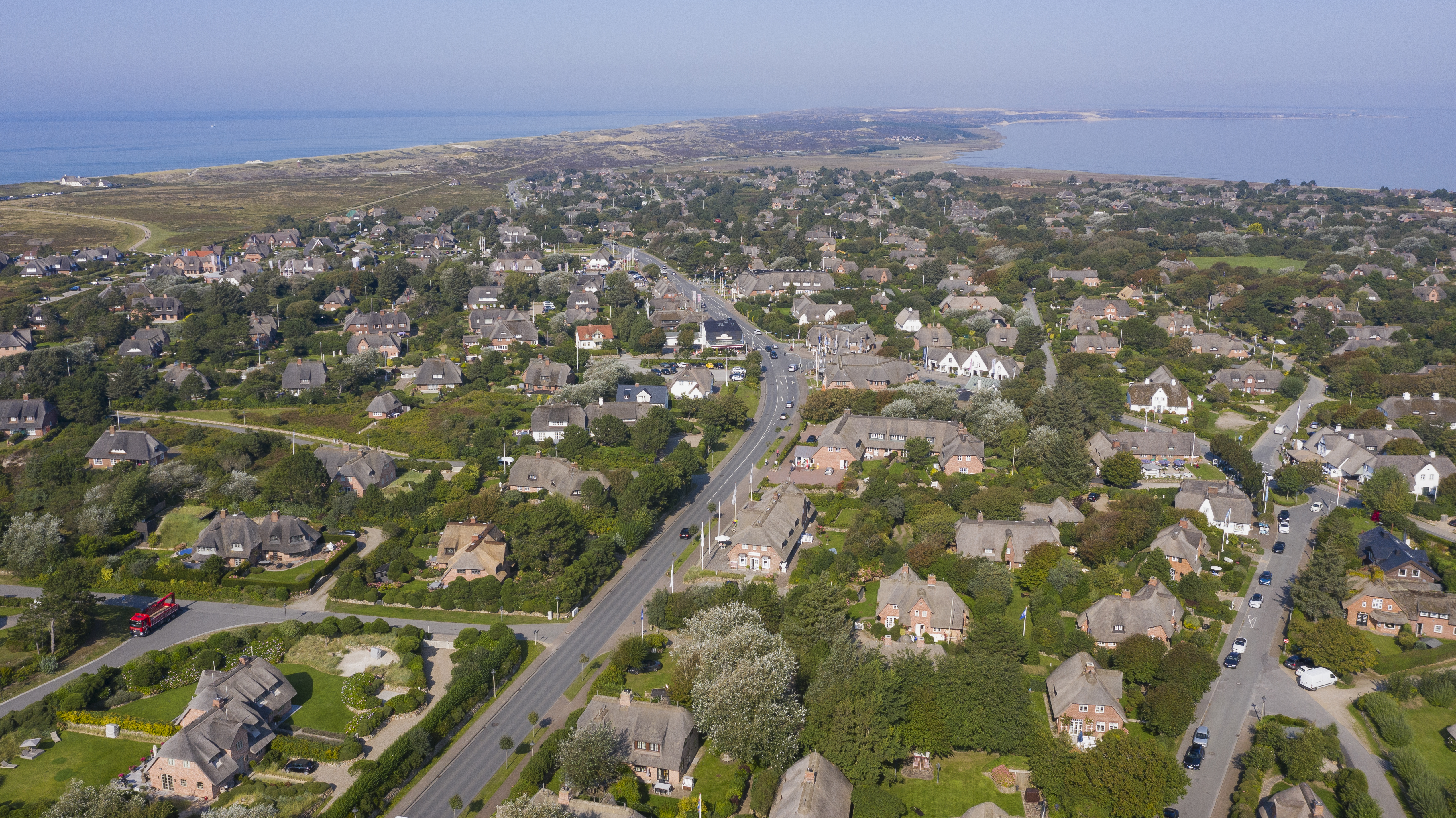
Luftbild von Süden aus

Die Ersterwähnung des Ortes Kampen datiert urkundlich im Jahre 1543.
Kampen war bis ca. 1900 über Jahrhunderte hinweg ein rein landwirtschaftlich geprägter Ort. Seefahrt und Fischfang sowie Industrie und Handwerk waren kaum weniger von Belang. Das Dorf Kampen bildete zusammen mit der Siedlung Wenningstedt und der damaligen Bauerschaft Braderup ab dem 27. Juni 1871 die Gemeinde Norddörfer. Man teilte sich Kirche, Schule und andere soziale Einrichtungen, die aufgrund der geringen Einwohnerzahl der einzelnen Dörfer nur im Verbund betrieben und finanziert werden konnten.

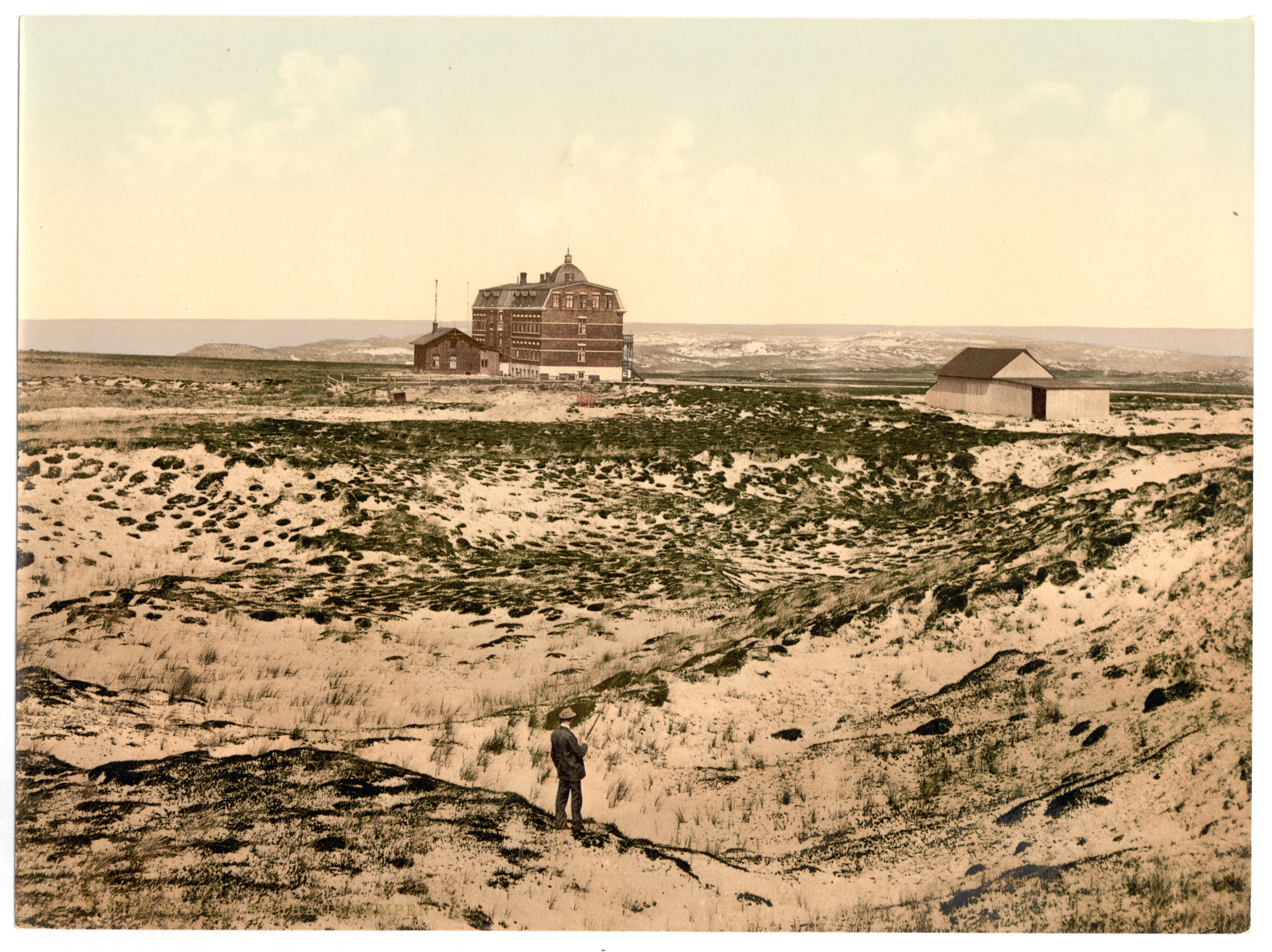
Das ehemalige Kurhaus Kampen um 1900

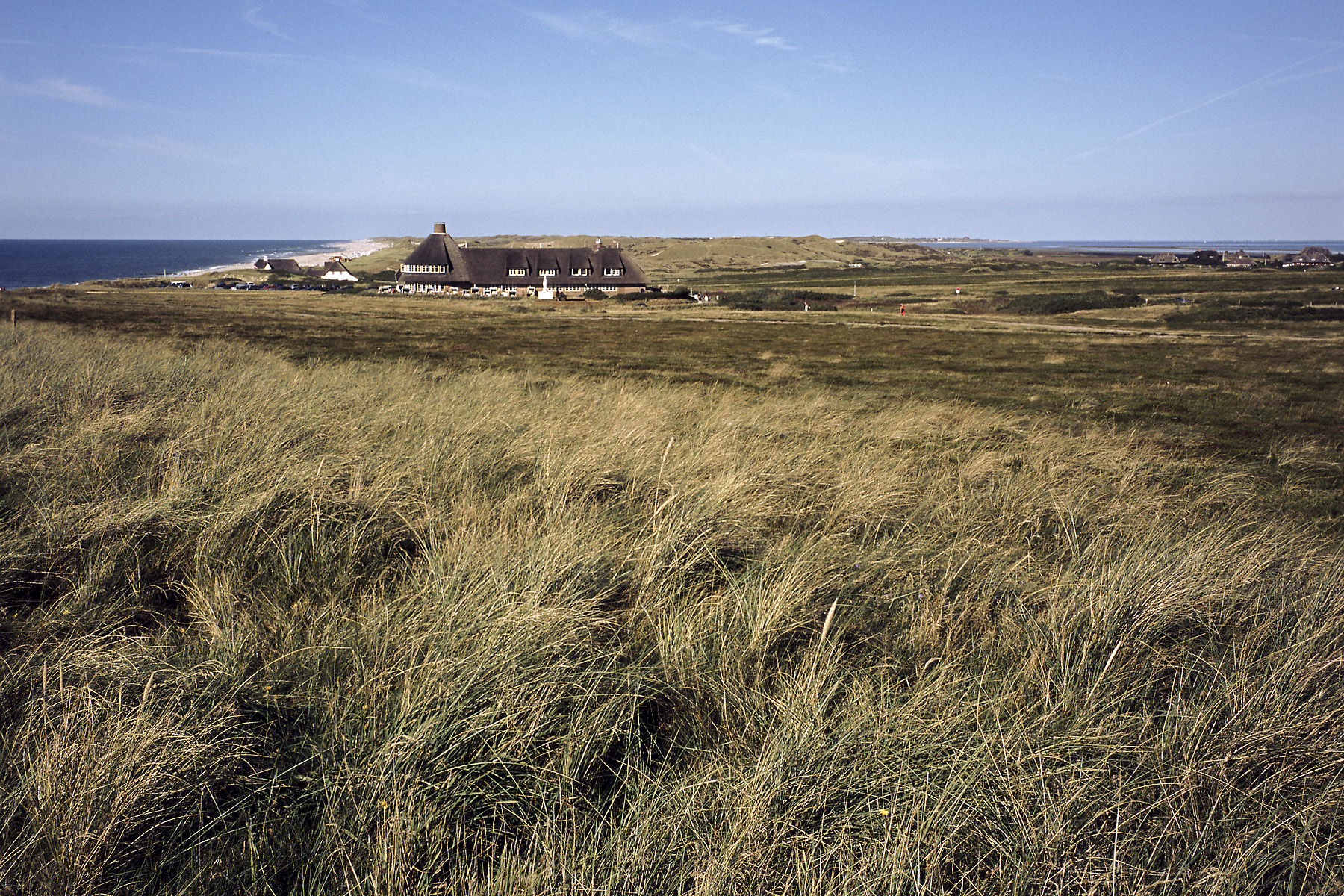
Die Nordwestheide

Touristen entdeckten Kampen – den ruhigen Ort inmitten von Heideflächen – erst relativ spät. Noch zu Beginn des 20. Jahrhunderts galt er mehr als Geheimtipp. Zunächst zog es viele Künstler und Intellektuelle nach Kampen. Eine Verordnung aus dem Jahre 1912, die bis heute gilt, legte detailliert fest, dass alle neuen Häuser dem Ortsbild entsprechen sollen, d. h. z. B. in Klinkerbauweise mit traditionellem Reetdach errichtet werden müssen.

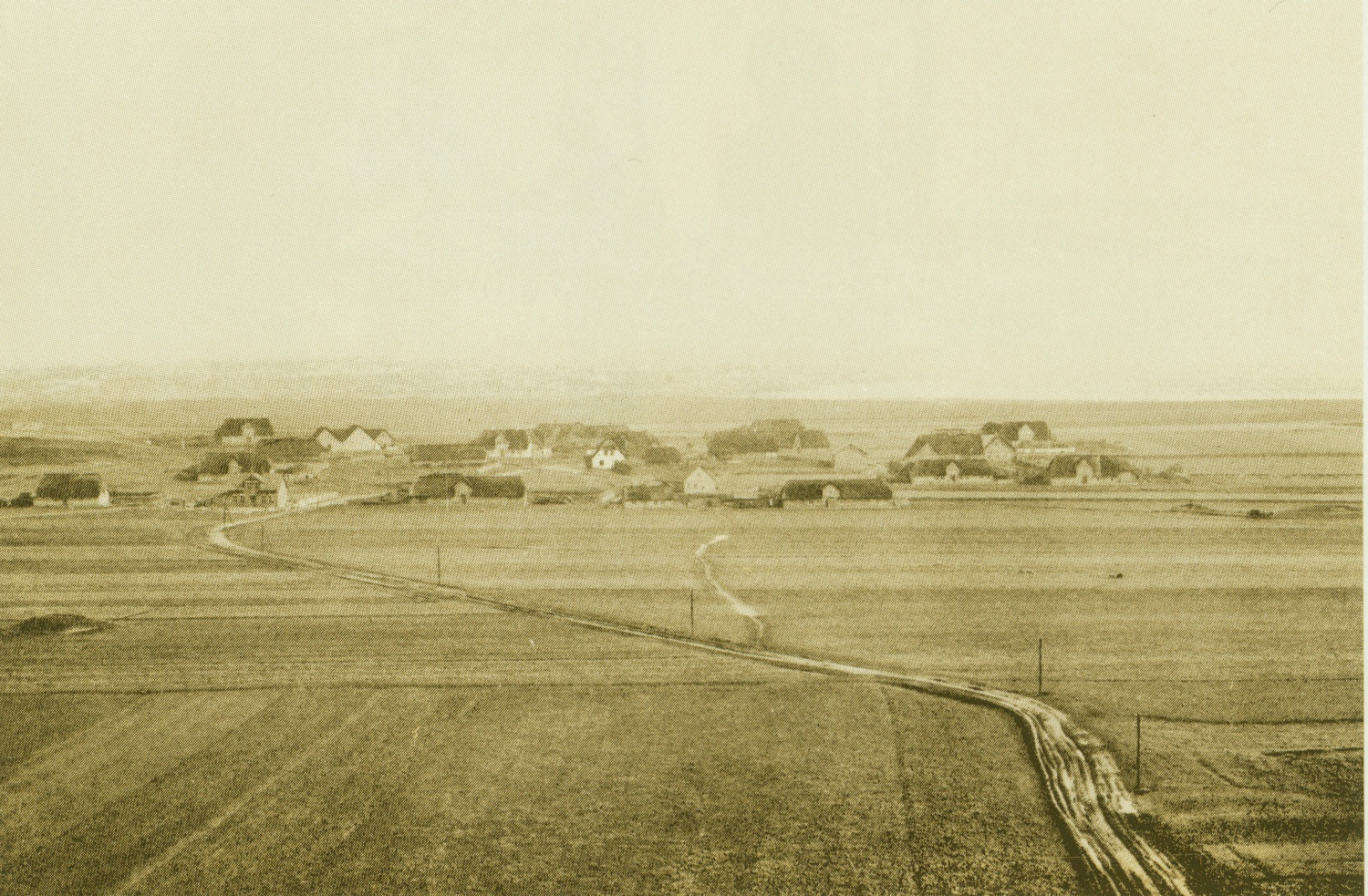
Blick vom Leuchtturm auf Kampen (1894)

Ab den 1920er Jahren entstanden am Rande des historischen Siedlungskerns im Bereich der so genannten „Nordheide“ die Sommerhäuser und Villen von zumeist wohlhabenden Gästen. Die Siedlungsfläche in der Gemeinde vervielfachte sich damit binnen weniger Jahre. Der Bereich der sogenannten „Westheide“ westlich vom Ort und nördlich der Kurhausstraße blieb, entgegen ersten Planungen aus dem Jahr 1906, frei von Bebauung; heute steht dieser Bereich unter Naturschutz. Damals entwickelte sich in Kampen ein Badeleben. Das 1923 erbaute „Haus Kliffende“ wurde das bevorzugte Quartier von Thomas Mann und vielen anderen. Die jüdische Besitzerin des 1933 fertiggestellten Klenderhofs durfte ab 1936 Sylt nicht mehr betreten, die SA hätte 1938 das Haus fast gestürmt.
Am 21. März 1927 schied Kampen aus der Gemeinde Norddörfer aus und bildete fortan eine eigene Gemeinde.
Vor und während des Zweiten Weltkrieges wurden auch im Bereich vom Gemeindegebiet von Kampen Lager der Wehrmacht errichtet. Ein größeres Lager befand sich an der Stelle des heutigen Campingplatzes im Südwesten des Dorfes. Es wurde im Zusammenhang mit der geplanten Erweiterung des Fliegerhorstes auf der Braderuper Heide errichtet und diente zuletzt der Schweren Seezielbatterie Wenningstedt als Wohnunterkunft. Zu unmittelbaren Kampfhandlungen kam es jedoch nie, auch gab es in Kampen im Verlauf des Krieges keine bedeutenden Schäden durch Angriffe alliierter Bomber. Östlich des Dorfes lag eine Flakstellung mit zahlreichen unterirdischen Militärbunkern und Baracken, in Letzteren waren in der unmittelbaren Nachkriegszeit Flüchtlinge aus den deutschen Ostgebieten untergebracht. In den 1950er Jahren entstand daraus das Café „Kupferkanne“.

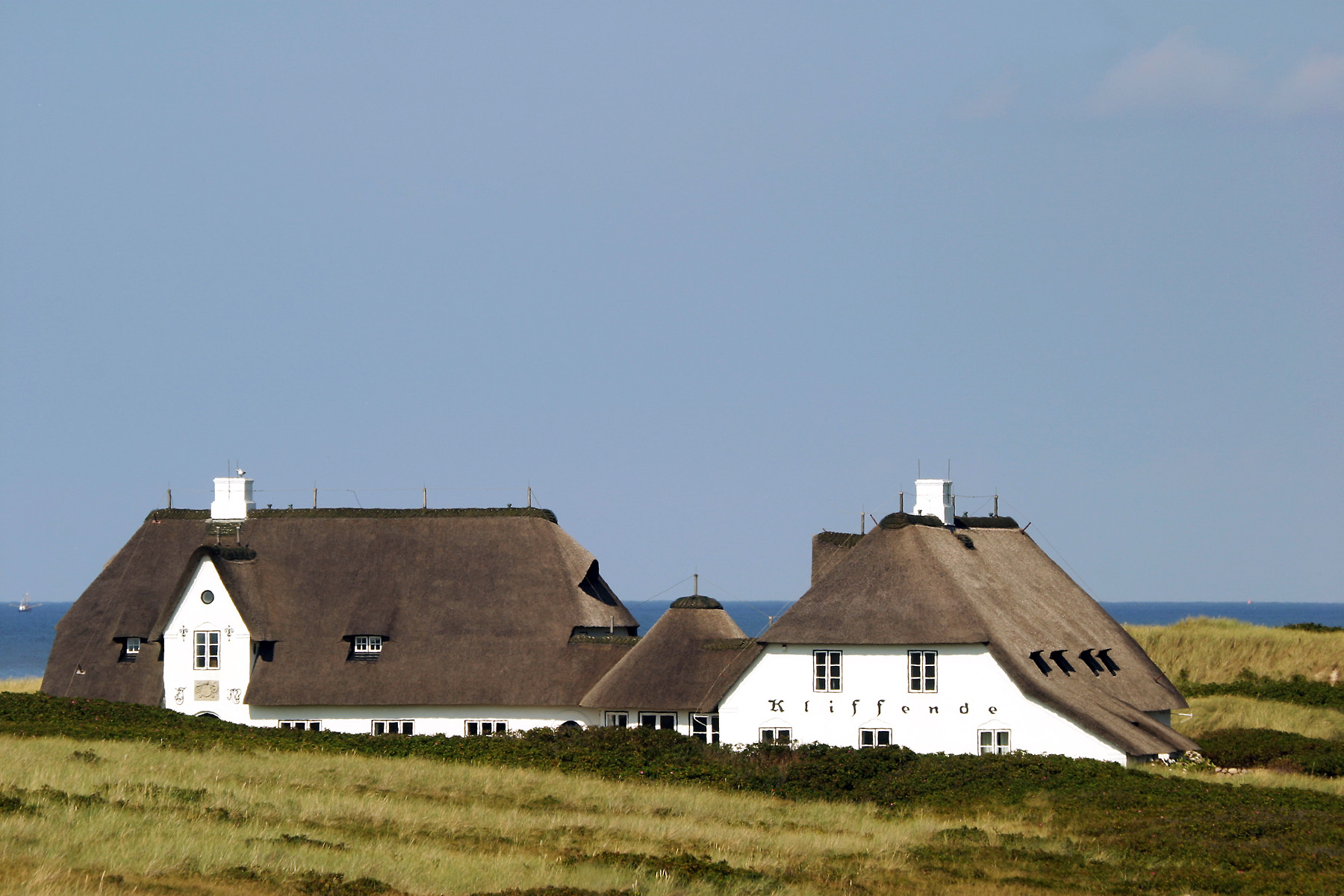
Haus Kliffende

Nach dem Ende des Zweiten Weltkrieges wurde der Ort zunehmend Treffpunkt der „Reichen und Schönen“ – der Industriellen des Wirtschaftswunders. Prominenz aus Film und Fernsehen fand Kampen chic.
In den 1960er Jahren kam es zu einem erheblichen Aufschwung der FKK-Bewegung. Besondere Popularität in diesem Kontext erlangte durch ausgiebige Berichterstattung in den Medien der Strand an „Buhne 16“.
Seit den 1980er Jahren wurde es ruhiger um die „Kampener Szene“.
Durch die anhaltende Beliebtheit des Ortes hat sich das Ortsbild in den letzten Jahrzehnten stark verändert. Die Siedlungsdichte hat erheblich zugenommen, da viele der ehemaligen sehr großzügigen Grundstücke aufgrund der stets starken Nachfrage neu parzelliert wurden.

## Politik

### Gemeindevertretung
Bei der Kommunalwahl am 14. Mai 2023 wurden insgesamt 9 Sitze vergeben. Diese fielen erneut (wie schon seit 2008) alle an die Kampener Wählervereinigung.

### Wappen
Blasonierung: „In Blau eine silberne Stranddistel.“ Auf der Gemeindeflagge befindet sich die Distel in der oberen linken Ecke auf blauem Grund eines ansonsten blau-weiß gestreiften Tuchs.

### Städtepartnerschaften
Seit 2002 ist die Gemeinde Lech (Österreich) Partnergemeinde von Kampen. Gastgeschenk des bekannten Vorarlberger Wintersportortes war eine ausrangierte Gondel einer Kabinenbahn, die nun am Kampener Hauptstrand aufgestellt ist. Im Gegenzug steht im Zentrum von Lech ein reetgedecktes Bus-Wartehäuschen.

## Religion
Kampen hat keine eigene Kirche. Lange Zeit mussten die vorwiegend protestantischen Einwohner zum Kirchgang ins ca. sieben Kilometer entfernte Keitum. 1914 entstand im Nachbarort Wenningstedt die Friesenkapelle, dessen „Norddörfer Gemeinde“ auch Kampen umfasst. In den Sommermonaten werden in Kampen an wechselnden Orten Open-Air-Gottesdienste abgehalten.

## Wirtschaft und Infrastruktur
Wie bei nahezu allen Gemeinden der Insel Sylt ist die wirtschaftliche Infrastruktur auch von Kampen auf den Bereich des Tourismus ausgerichtet. Hieraus hat sich bis heute eine entsprechende Monostruktur entwickelt. Bedingt durch diese über viele Jahre gepflegte Entwicklung im Bereich des Fremdenverkehrs der wohlhabenden Bevölkerungskreise (siehe auch Abschnitt Geschichte) ist Kampen nach wie vor ein exklusiver Urlaubsort der Insel Sylt. Die zu früherer Zeit noch prägnante Struktur von spektakulären Partys und Events des Jetsets hat sich mittlerweile aber gewandelt. Heute wird eher zurückgezogen gewohnt und gefeiert.

### Unternehmen
Die Unternehmensstruktur ist stark geprägt von Filialenbetrieben gehobener Einzelhandelsunternehmen, wie gehobene Bekleidungsgeschäfte und Juweliere. Vor Ort sind darüber hinaus auch verschiedene Handwerksbetriebe und weitere Dienstleister und Beherbergungsbetriebe ansässig.

### Öffentliche Einrichtungen
Die Gemeinde verfügt zusammen mit der Nachbargemeinde Wenningstedt-Braderup über die „Norddörfer Schule“, einer südlich von Kampen gelegenen Grundschule.
Im „Kaamphüs“ ist die Gemeindeverwaltung ansässig. Hier finden darüber hinaus auch touristische Angebote wie Lesungen, Konzerte o. ä. statt.

### Verkehr
Die Gemeinde Kampen wird westlich des alten Ortskerns von der von Nord nach Süd über die Insel verlaufenden schleswig-holsteinischen Landstraße 24 durchquert. Neben dem vorherrschenden Motorisierten Individualverkehr erfolgt die Anbindung im Öffentlichen Personennahverkehr durch die Buslinie 1 der Sylter Verkehrsgesellschaft.

## Kultur und Sehenswürdigkeiten
Etwa drei Kilometer nördlich von Kampen liegt die Kampener Vogelkoje. In diesem Naturschutzgebiet können sich heute ungestört zahlreiche Wasservögel tummeln. Schon 1767 befand sich hier eine entsprechende Anlage, die jedoch dem Fang von Wildenten diente. Bis in das Jahr 1921 fing man hier jährlich etwa 25.000 Entenvögel. Im Jahr 1935 wurde die Anlage schließlich unter Naturschutz gestellt und von Knud Ahlborn und Peter Kuhlemann zur Nutzung als Informationszentrum vorbereitet. Ab 1970 erforschte Manfred Wedemeyer die Vogelkoje unter dem Aspekt der Naturschutzpädagogik. In den Jahren 1986–1988 wurde die Anlage originalgetreu rekonstruiert. In den zwei Gebäuden befinden sich Ausstellungen zur Sylter Vogelwelt und zur Geschichte der Vogelkojen. Ein etwa 700 m langer Naturlehrpfad rundet die Ausstellung ab.

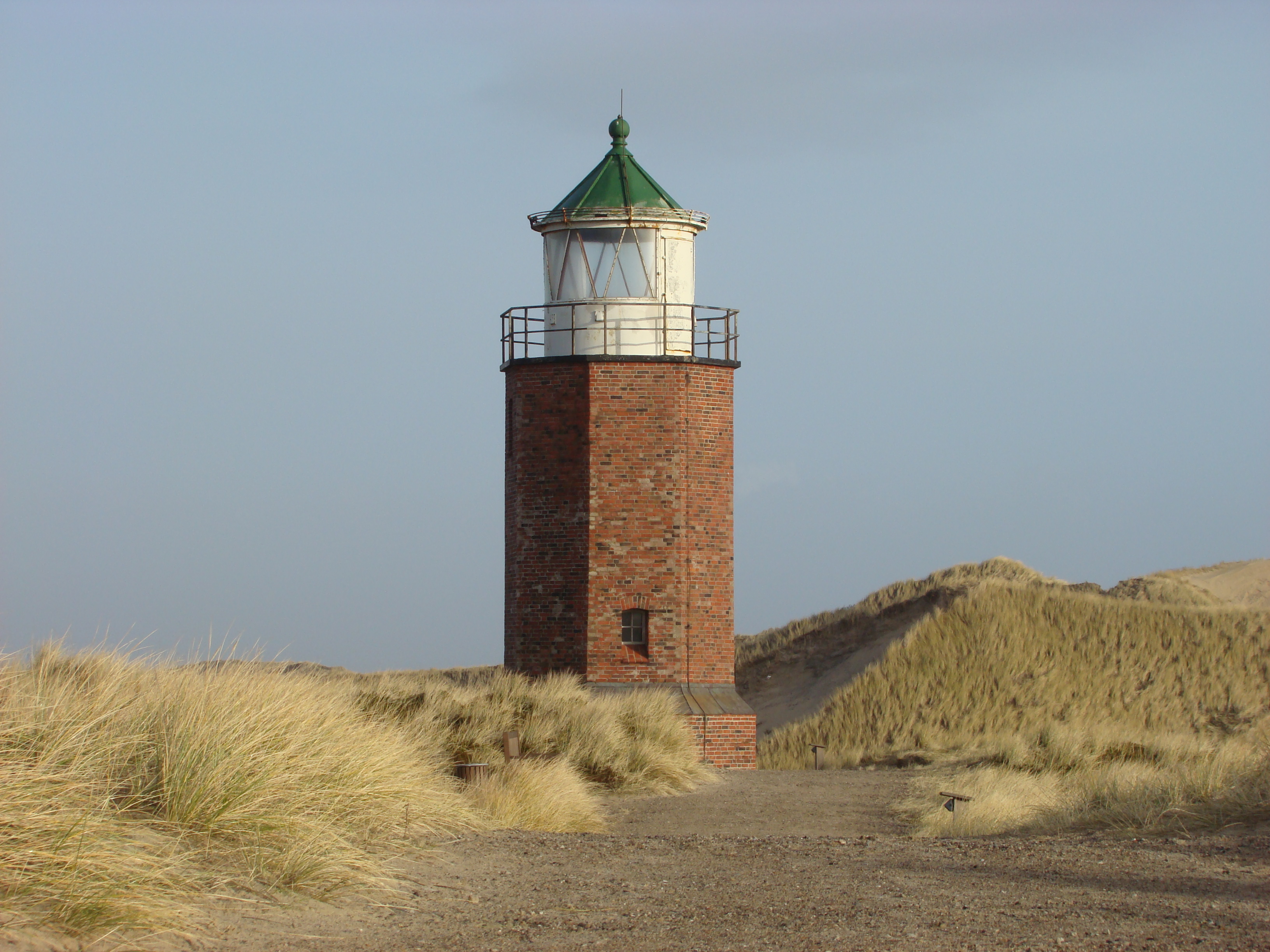
Quermarkenfeuer Rotes Kliff in der Dünenlandschaft

Das westlich des Ortes gelegene Rote Kliff scheint bei Sonnenuntergang tatsächlich rot zu leuchten. Es ist bis zu 30 Meter hoch. Durch Sturmfluten und Erosion ist es stark gefährdet.
Die Uwe-Düne im Südwesten des Ortes ist mit 52,5 m ü. NHN die höchste Landstelle der Insel. Benannt wurde sie nach Uwe Jens Lornsen, dem Sylter Freiheitskämpfer.
Östlich des Ortes erstreckt sich der Nationalpark Schleswig-Holsteinisches Wattenmeer. In der Sommersaison werden von der Gemeinde geführte Wanderungen im Watt angeboten.
In Kampen befanden sich Ateliers namhafter Künstler, so u. a. die Wirkungsstätte des Malers Siegward Sprotte, die noch heute besucht werden kann.
Mehrere steinzeitliche Hünengräber und ungeöffnete Grabhügel befinden sich auf der Westheide, darunter das Ganggrab bei Kampen und die Dolmen von Kampen. Sie sind nicht beschildert; auch die alte Ringwallanlage in Kampen ist weitgehend unbekannt, unbeschildert und wird so vor negativen Auswirkungen des Massentourismus geschützt. Gut zu sehen sind mehrere ungeöffnete Grabhügel auf der Westheide.

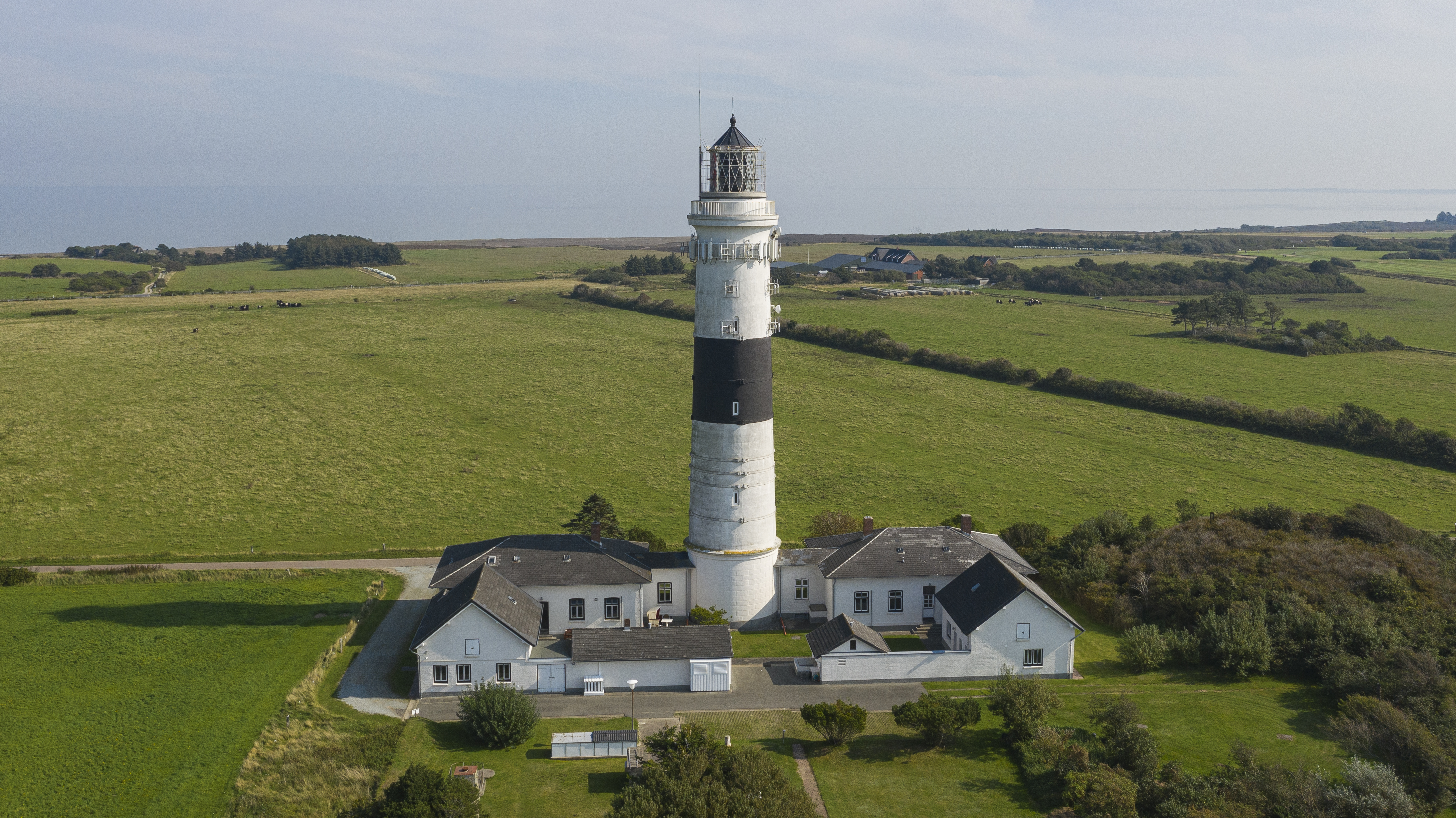
Der Leuchtturm von Kampen

Auf dem Geestkern südlich des Ortes befindet sich seit über 150 Jahren der markante 40 Meter hohe schwarz-weiße Kampener Leuchtturm.

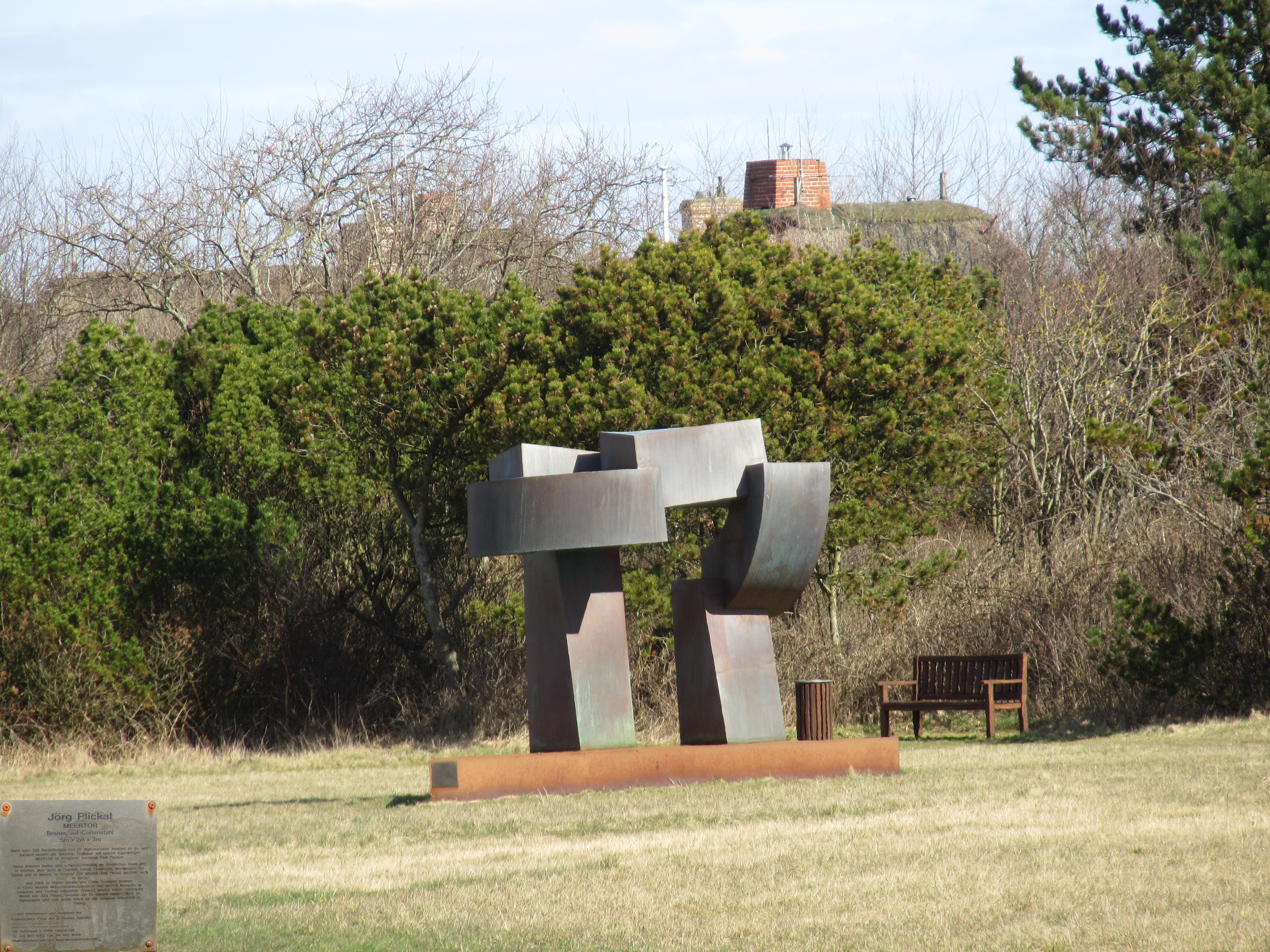
Joerg Plickat – Skulptur MEERTOR im Avenarius-Park von 2011 bis 2018

Mitten in Kampen liegt seit 1965 der Avenarius-Park. Er trug bis 2009 den Namen Dorfpark.

## Persönlichkeiten
- Ferdinand Avenarius (1856–1923), deutscher Dichter und Gründer der Zeitschrift Der Kunstwart, lebte in seinem Haus ‚Uhlenkamp‘ in Kampen, wo ein großer Park nach ihm benannt wurde
- Emil Nolde (1867–1956), deutscher Maler des Expressionismus
- Fritz Wichert (1878–1951), deutscher Kunsthistoriker, war Direktor der Mannheimer Kunsthalle sowie der Frankfurter Städelschule
- Siegfried Jacobsohn (1881–1926), deutscher Journalist und Theaterkritiker, verbrachte von 1913 bis 1926 zahlreiche Sommer in Kampen
- Anita Rée (1885–1933), deutsche Malerin der Avantgarde
- Max Baldner (1887–1946), deutscher Musiker und Bauherr des Klenderhofs
- Knud Ahlborn (1888–1977), wichtige Persönlichkeit der frühen Jugendbewegung, war maßgeblich an der Gründung des Freideutschen Lagers Klappholttal auf Sylt beteiligt.
- Peter Suhrkamp (1891–1959), deutscher Verleger und Gründer des Suhrkamp Verlags, besaß ein Haus im Hoboken-Weg, das später der Verleger Axel Springer kaufte; heute im Besitz des Unternehmers Ralph Dommermuth
- Clara Tiedemann (1891–1979), deutsche Schauspielerin, führte von 1925 bis 1955 das Gästehaus Kliffende
- Valeska Gert (1892–1978), deutsche Tänzerin und Schauspielerin, seit den 1920er Jahren (lebte die letzten Lebensjahrzehnte gänzlich in Kampen)
- Willy Thomsen (1898–1969), deutscher Maler, Zeichner, Karikaturist, Illustrator und Grafiker
- Hans Zehrer (1899–1966), deutscher Journalist
- Alexander Camaro (1901–1992), deutscher Maler und Tänzer, arbeitete abwechselnd in Berlin und seinem Atelierhaus in Kampen
- Kurt Lambert (1908–1967), deutscher Maler
- Gerhard Schröder (1910–1989), Politiker (u. a. Bundesaußenminister) hatte ein Ferienhaus in Kampen, wo er auch starb
- Axel Springer (1912–1985), deutscher Zeitungsverleger, hatte ein Wohn- und ein Gästehaus in Kampen (Gästehaus, den Klenderhof)
- Siegward Sprotte (1913–2004), deutscher Maler
- Berthold Beitz (1913–2013), deutscher Unternehmer, verbrachte bis zu seinem Tod zahlreiche Sommer in seinem Kampener Ferienhaus, wo er auch starb
- Otto Eglau (1917–1988), deutscher Maler und Grafiker
- Carl Ihrke (1921–1983), deutscher Maler und Grafiker
- Fritz J. Raddatz (1931–2015), deutscher Feuilletonist und Schriftsteller

## Bildergalerie

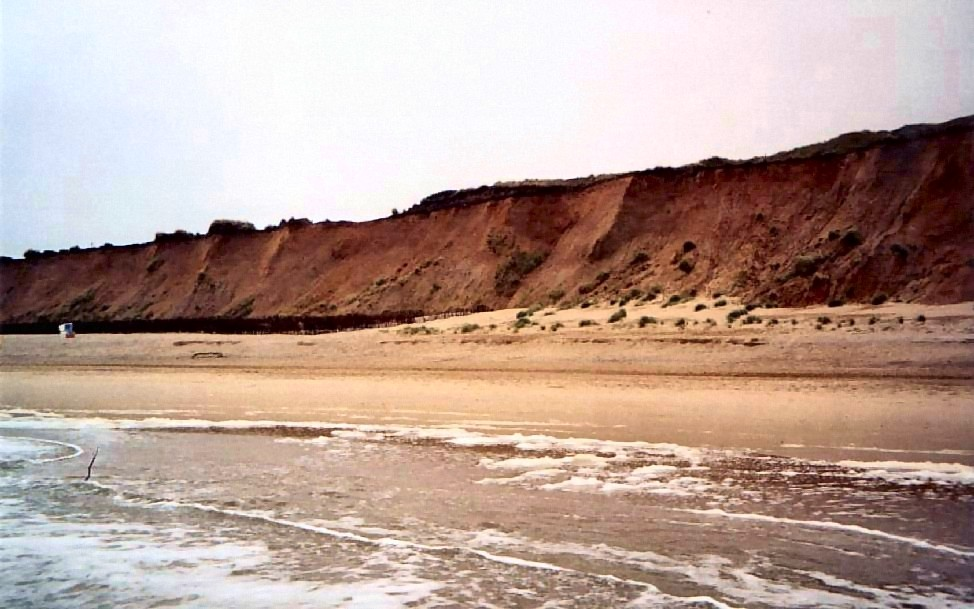
Rotes Kliff
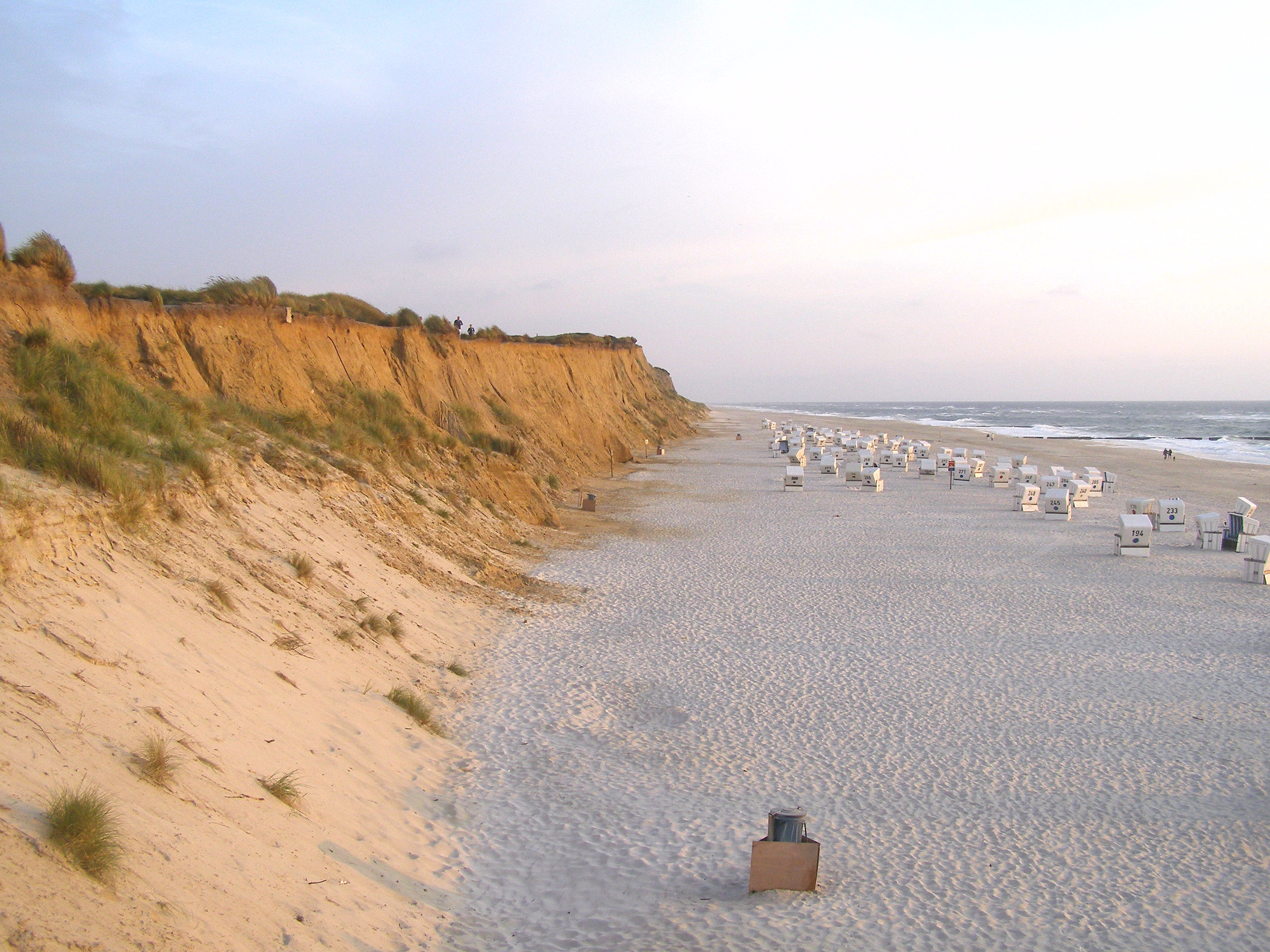
Rotes Kliff, 2007
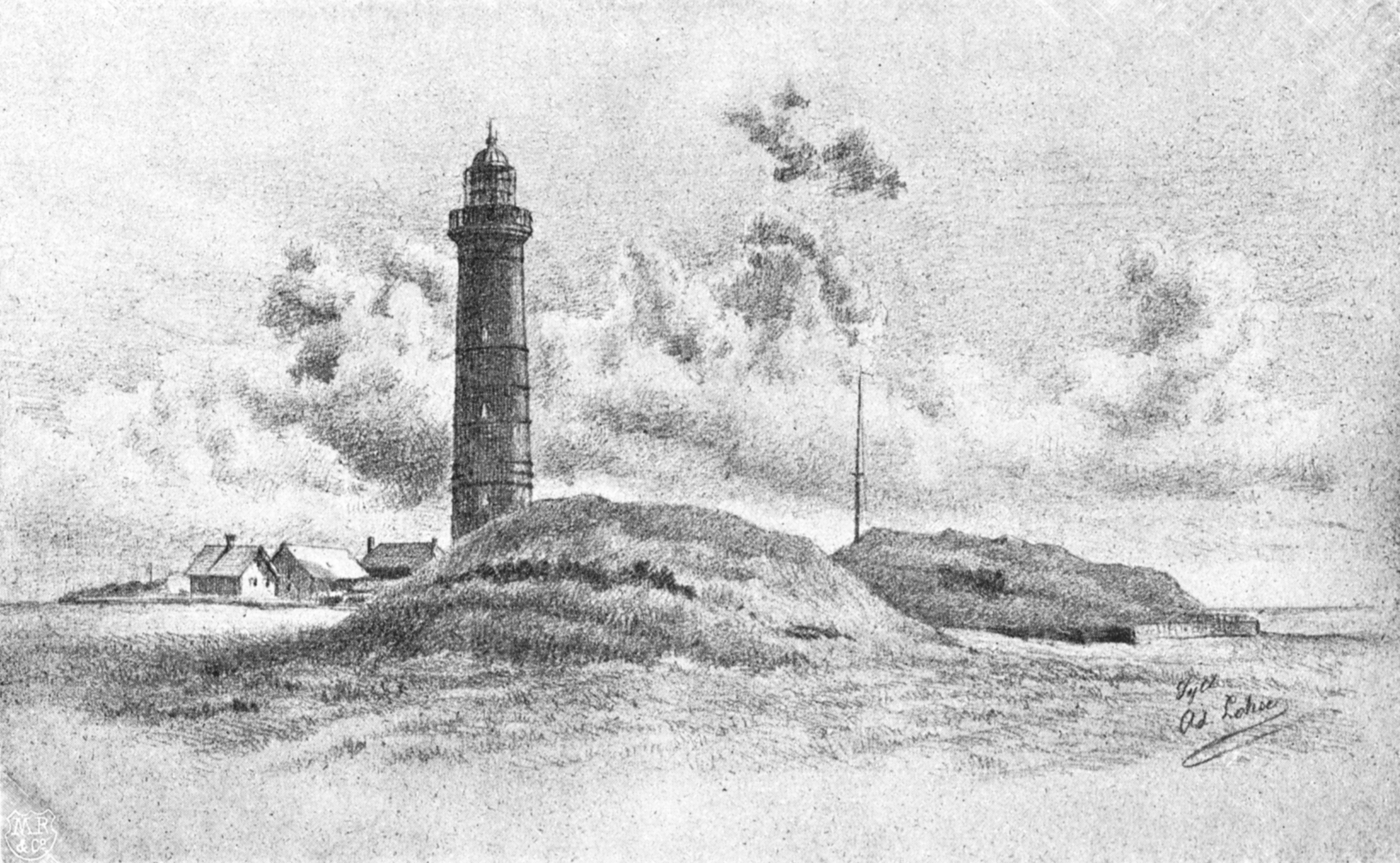
Leuchtturm von Kampen, um 1895
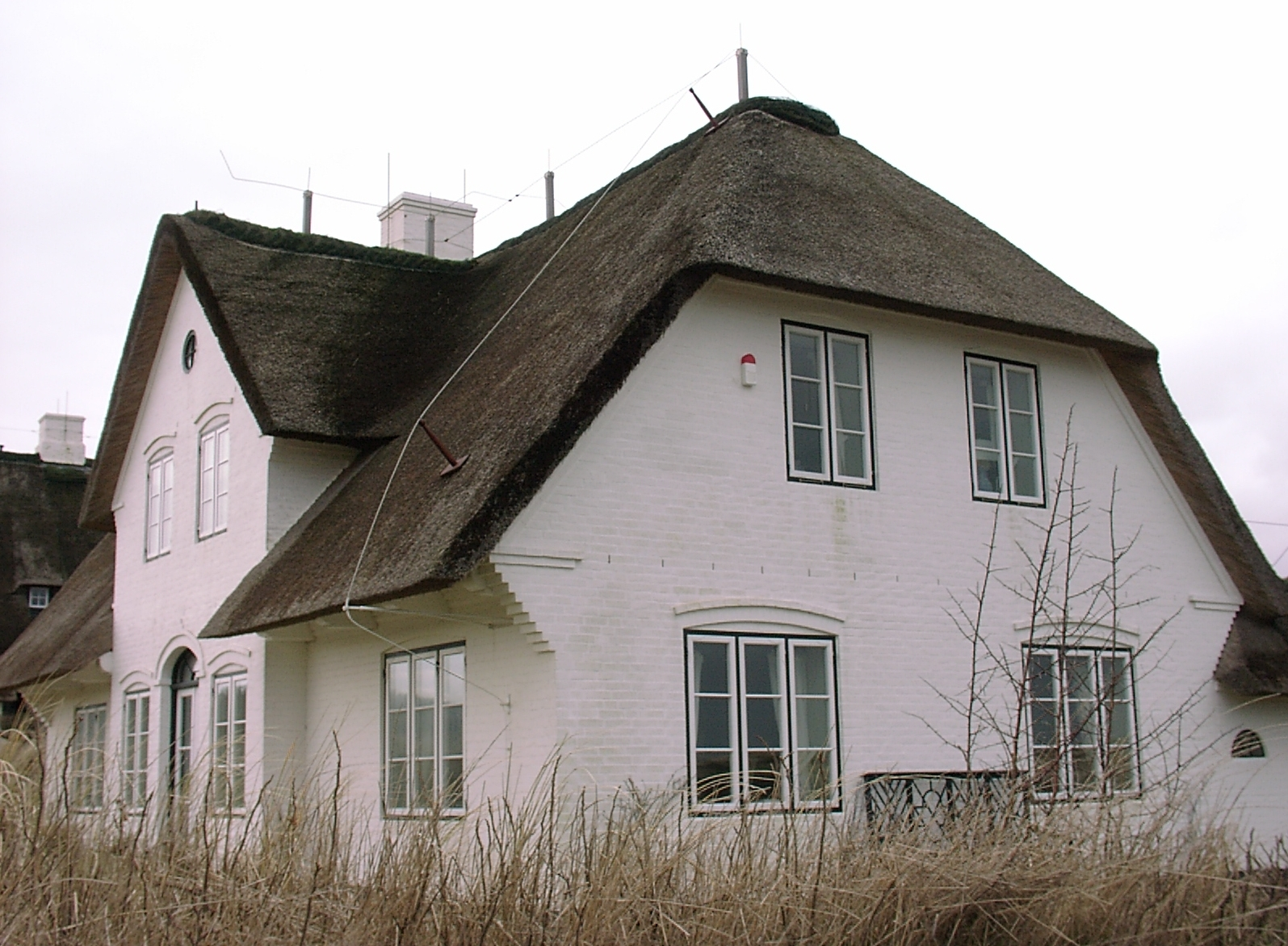
Reetgedecktes Haus in der Kampener Heide
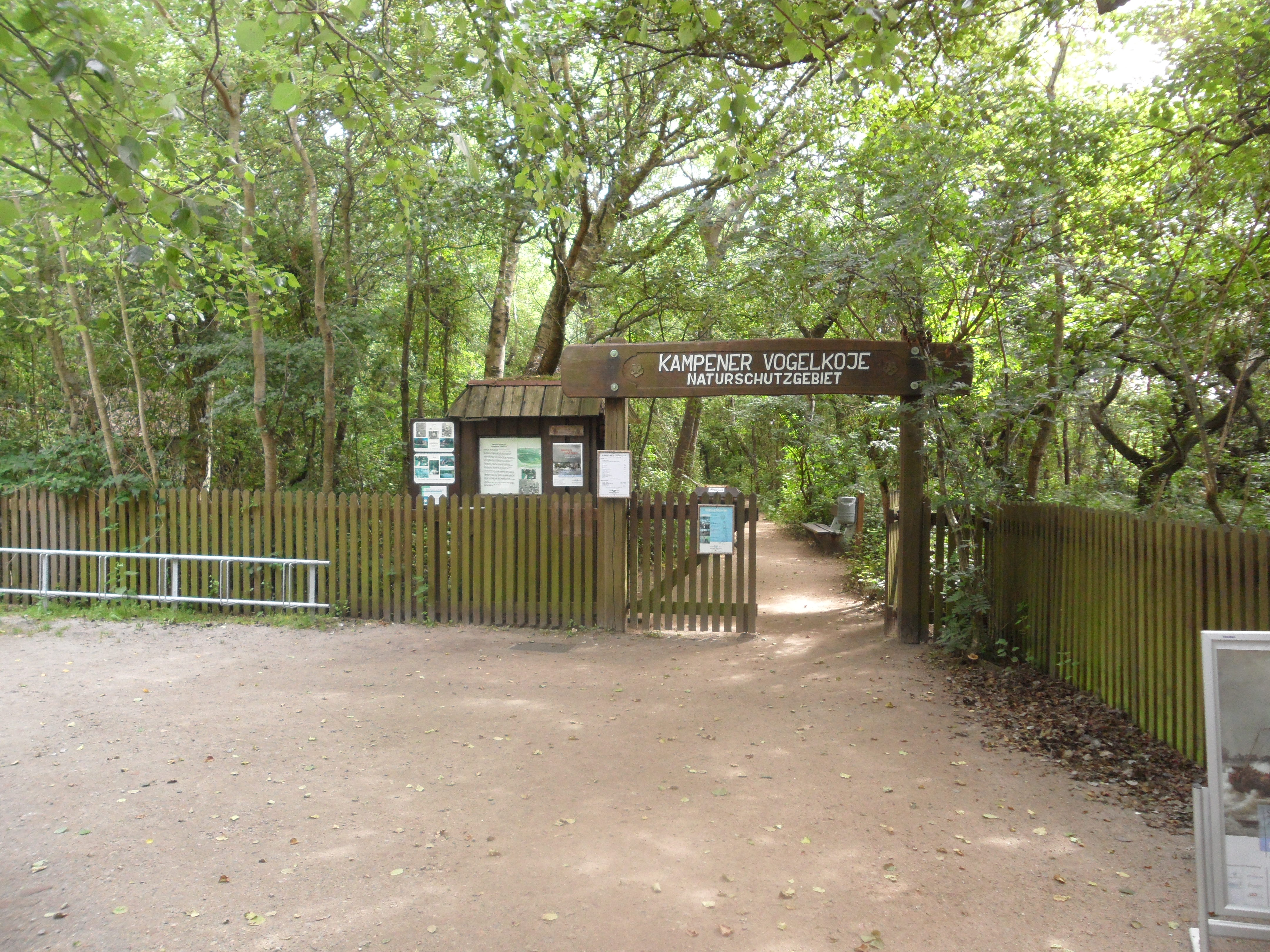
Vogelkoje Kampen
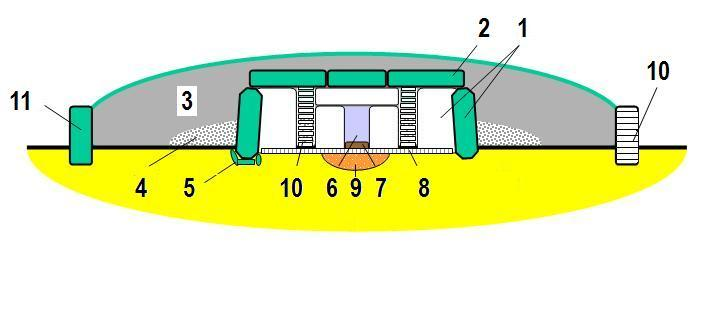
Ganggrab bei Kampen
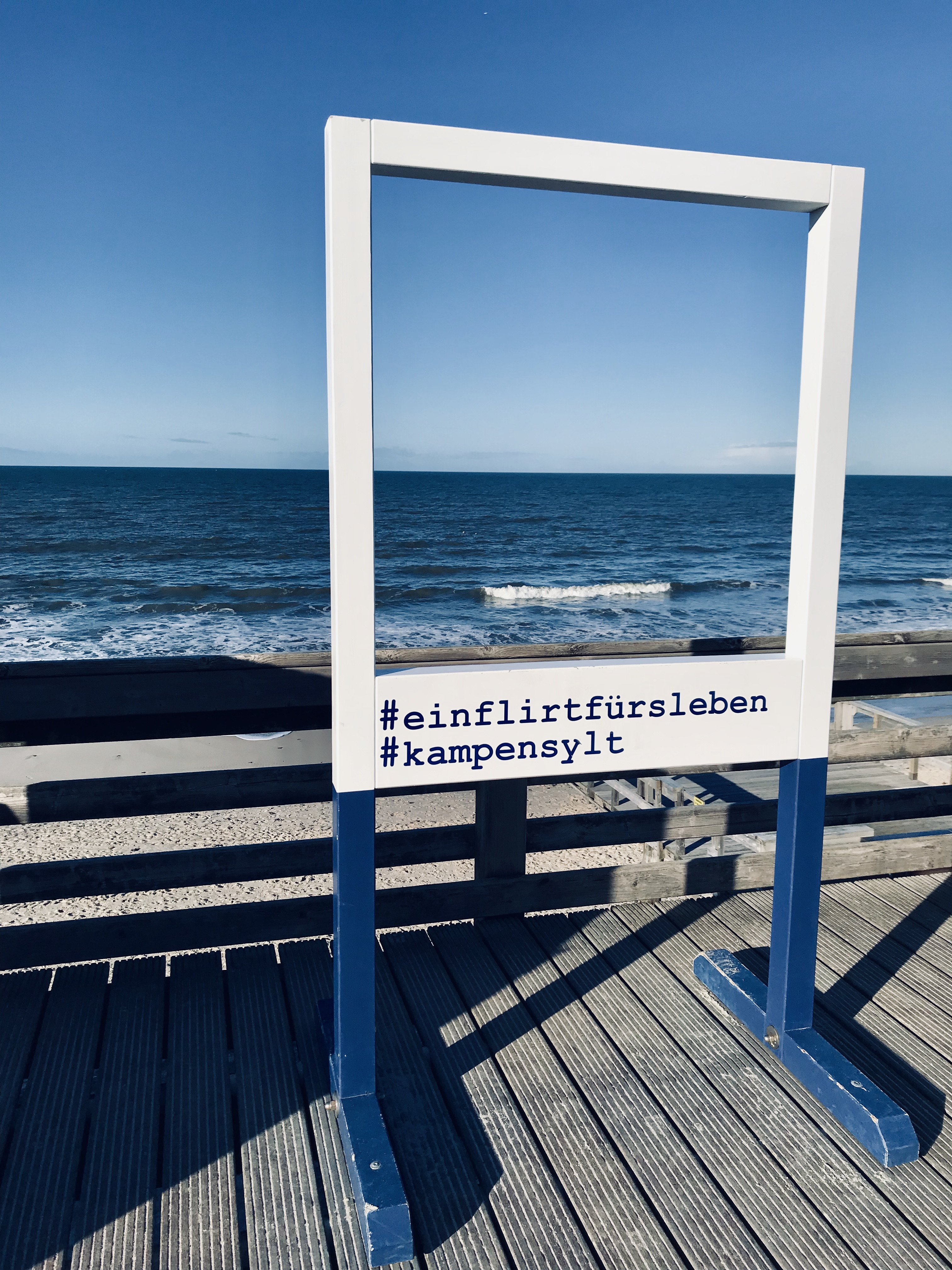
Strandpromenade Kampen
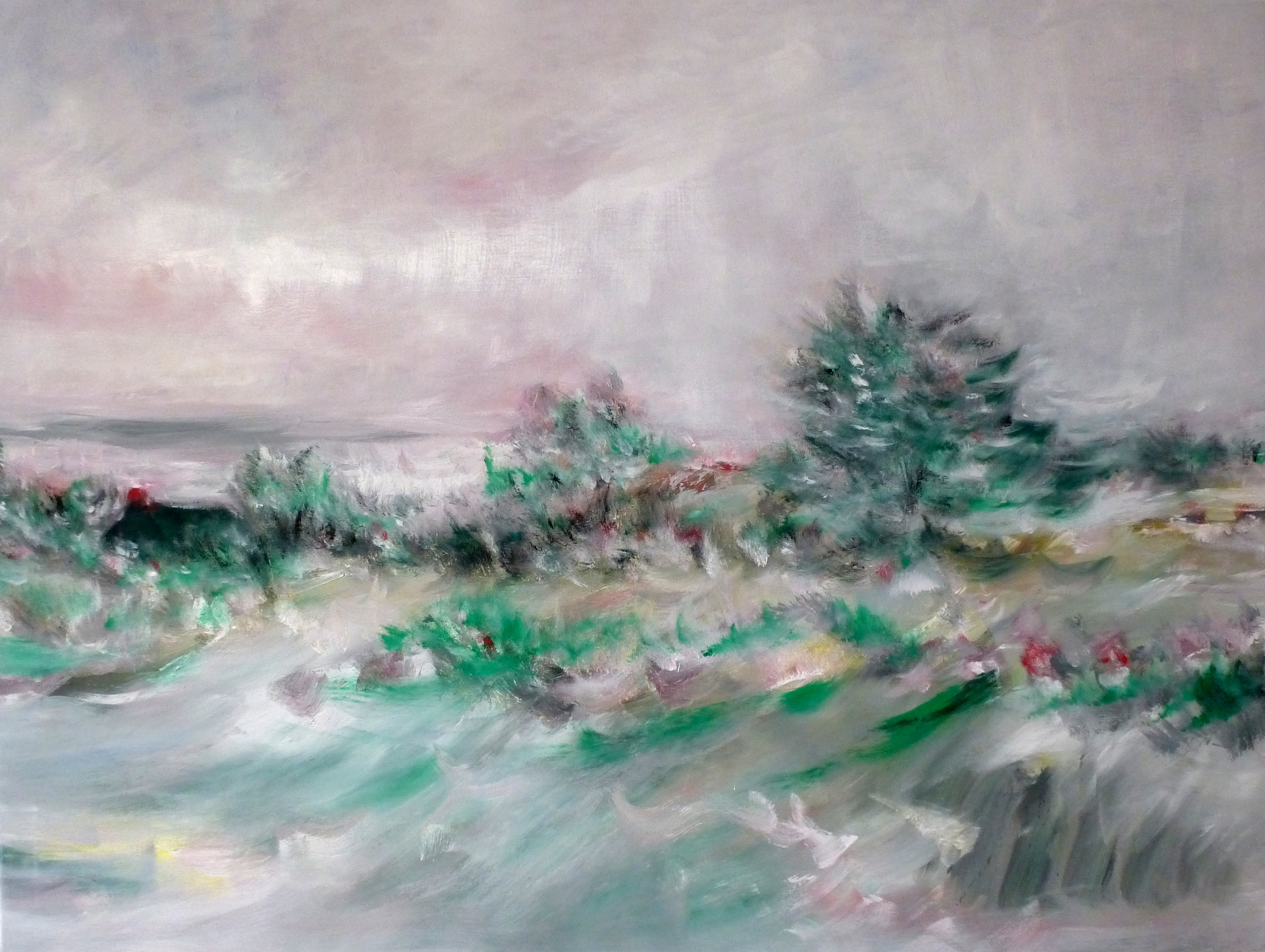
Ingo Kühl – Haus am Watt VIII 2015, Öl auf Leinwand 150 × 200 cm